# 武光
武光（1912年—2015年7月12日），河北深泽县人。中华人民共和国教育家。
1944年，任中共冀察区党委城工部长。1945年，任中共北平市委副书记。1947年，任中共察哈尔省委组织部长。1948年，任中共晋中区党委副书记。1949年7月，任中共湖南省委委员、长沙地委书记、长沙军分区政委。1951年，任中共中央华南分局委员，粤西区党委第一书记、粤西军区政委。1954年，首任北京航空学院院长。1963年，任中共新疆维吾尔自治区党委书记处书记、新疆自治区人民政府第一副主席。1979年，任中国社会科学院副院长；1982年，任北京市人民代表大会常务委员会副主任。于2015年7月12日13时58分在北京因病医治无效逝世，享年104岁。